# Bayrampaşa-Maltepe (métro d'Istanbul)
Pour les articles homonymes, voir Bayrampaşa et Maltepe.
Bayrampaşa-Maltepe est une station de la ligne M1 du métro d'Istanbul, en Turquie. Située dans le quartier de Topçular du district d'Eyüpsultan entre l'autoroute O3 et le carrefour formé des deux avenues Maltepe et Osmangazi, elle est inaugurée le 3 septembre 1989 avec l'ouverture de la ligne.

## Histoire
La station de passage Bayrampaşa-Maltepe est mise en service le 3 septembre 1989, lors de l'ouverture à l'exploitation de la première section, d'Aksaray à  Kocatepe, de la ligne M1 du métro d'Istanbul. La station porte le nom du district de Bayrampaşa, bien qu'elle soit située en limite extérieure de son territoire, dans le district d'Eyüpsultan.
Le 1er décembre a lieu, à proximité de la station, l'« attentat de 2015 du métro d'Istanbul » ayant fait plusieurs blessés.